# Hydrofor

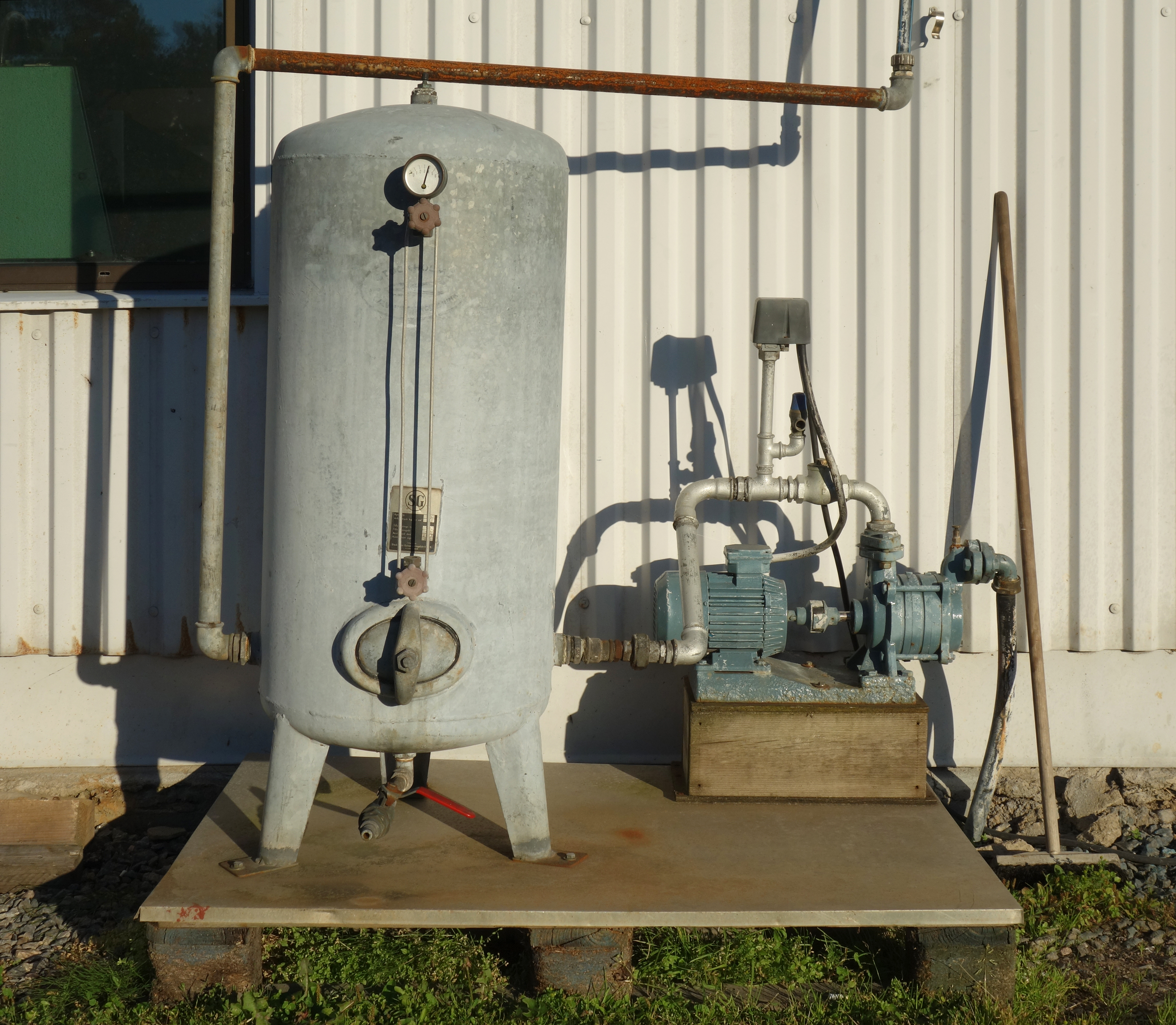
Stacjonarna instalacja hydroforowa

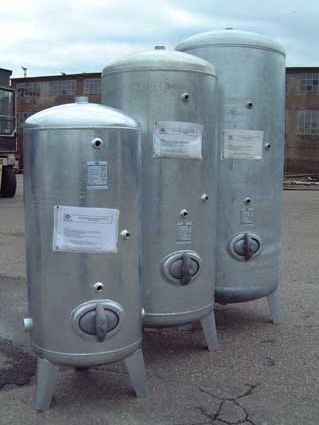
Ciśnieniowy zbiornik wodno-powietrzny. W dolnej części zbiornika widoczny charakterystyczny otwór do czyszczenia dna.

Instalacja hydroforowa, zestaw hydroforowy, układ hydroforowo-pompowy, małe instalacje nazywane są pot. hydroforami – (gr. hydor – woda, phoros – niosący), to zespół urządzeń, które zapewniają stałe ciśnienie wody w sieci wodociągowej.

## Budowa
Mała instalacja wodociągowa z użyciem hydroforu składa się z elementów:
- zamknięty zbiornik ciśnieniowy częściowo wypełniony wodą, częściowo powietrzem – hydrofor,
- pompa wirowa napędzana silnikiem elektrycznym,
- sterowany ciśnieniem automat włączający i wyłączający silnik, zwany presostatem,
- instalacja wodociągowa,
- elementy pomocnicze i zabezpieczające:
- zawory odcinające, zwrotne i zawór bezpieczeństwa,
- manometr, czasami również wodowskaz.

## Zasada działania
Po włączeniu pompy do zbiornika pompowana jest woda, powodując zmniejszenie przestrzeni zajmowanej przez powietrze, a w rezultacie sprężenie powietrza. W momencie osiągnięcia zadanego ciśnienia presostat wyłącza pompę. Zawór zwrotny uniemożliwia wypłynięcie wody ze zbiornika z powrotem do studni. W miarę pobierania wody ze zbiornika objętość powietrza w zbiorniku się zwiększa. W momencie spadku ciśnienia do założonego poziomu presostat załącza pompę i cykl się powtarza.
Wydajność pompy powinna odpowiadać największemu godzinowemu poborowi wody, a wielkość zbiornika dobrana do ilości wody zużywanej, żeby zapewnić stabilne ciśnienie przy niezbyt częstym załączaniu pompy (przy zbiorniku kilkulitrowym pompa będzie włączana w czasie każdego mycia rąk, napełnienie wanny lub prysznic powodowałyby pracę ciągłą).
Dzięki zbiornikowi można zdecydowanie wydłużyć żywotność pompy i silnika, które pracują wtedy bez częstych startów i zatrzymań. Taką rolę pełni hydrofor w instalacji bardzo małej, np. domowej. W dużych stacjach wodociągowych z rozbudowaną siecią wodociągową hydrofor głównie przyjmuje nagły wzrost energii wyzwolonej np. załączeniem się pompy. Wykorzystuje się zjawisko ściśliwości gazów. Pełni rolę amortyzatora zmniejszając uderzenia hydrauliczne.
Hydrofor przeważnie umieszczany jest w budynku lub w piwnicy budynku, aby uniknąć ryzyka zamarzania i nadmiernego nagrzewania się wody.
Pojemność zbiornika hydroforu i różnica ciśnień powinny być tak obliczone, żeby pompa nie była uruchamiana częściej niż 4 do 12 razy na godzinę (co 5–15 min), przy krótkich cyklach pracy pompa pracuje nieekonomicznie, ponadto styki i części mechaniczne presostatu ulegają szybszemu zużyciu. Pojemność zbiornika hydroforu oblicza się korzystając z monogramu, lub użycia wzoru:
{\displaystyle V=1,2{\frac {Q_{p}\cdot t}{4}}\cdot {\frac {H_{max}+10}{H_{max}-H_{min}}},}
gdzie:
1,2 i 4 – stałe uwzględniające martwą część zbiornika,
{\displaystyle Q_{p}} – wydajność pompy agregatu [l/s],
{\displaystyle t} – czas pracy pompy [s],
{\displaystyle H_{max}} – najwyższe spodziewane ciśnienie w zbiorniku ustawiane za pomocą presostatu [m],
{\displaystyle H_{min}} – najniższe spodziewane ciśnienie w instalacji hydroforowej [m].
Zaletami wpływającymi na upowszechnienie się hydroforów są: niskie koszty budowy, utrzymania i obsługi.
Wadą hydroforów jest brak możliwości gromadzenia zapasów wody (na wypadek pożarów) oraz uzależnienie działania od dopływu prądu elektrycznego.
Kiedyś głównym urządzeniem dostarczającym wodę w gospodarstwach rolnych i domowych były instalacje hydroforowe. Obecnie wykorzystuje się w tym celu sieci wodociągowe.

## Podział

### Zestaw hydroforowy tradycyjny
został pokrótce opisany powyżej.
Zalety:
- duża pojemność najmniejsze zbiorniki od 100 l, przeciętne 1000–1500 l. Na szczególne żądanie nawet 10 000 l[3].

Wady:
- wymagają pomieszczenia z utwardzoną podstawą dla pompy,
- ze względu na konstrukcję i rozmiary są nieprzenośne,
- okresowa potrzeba uzupełniania ciśnienia poduszki powietrznej w zbiorniku.

### Zestaw hydroforowy membranowy (przeponowy)
W zbiorniku ciśnieniowym zamontowana jest przepona (membrana) rozdzielająca przestrzeń na dwie części. W przeponie magazynowana jest woda, natomiast pomiędzy ściankę zbiornika a przeponę wtłaczane jest powietrze pod ciśnieniem takim, by przy ciśnieniu załączenia w zbiorniku pozostała ilość wody odpowiadająca minimalnej rezerwie instalacji.
Zalety:
- Większa mobilność oraz kompaktowość, ponieważ pompa hydroforowa wraz z osprzętem może być zainstalowana na zbiorniku.
- Woda nie styka się ze ściankami zbiornika, wobec czego korozja jest ograniczona.
- Nie trzeba dopompowywać powietrza do zbiornika tak często jak w przypadku klasycznej instalacji hydroforowej.
- Mniejsza pojemność zbiornika np.: 20, 50 100 dm³.
- Cichsza praca.

Wady:
- okresowa wymiana worka gumowego.

## Zestawy hydroforowe o stałym ciśnieniu
Jest to zespół dwóch zbiorników: powietrza i wody. Wymaga jednoczesnego działania: sprężarki i pompy wody.
Zalety: stałe ciśnienie, niezmienne warunki pracy pomp, mniejsze zużycie energii.
Wady: skomplikowana budowa.

## Układy pomp w stacjach hydroforowych

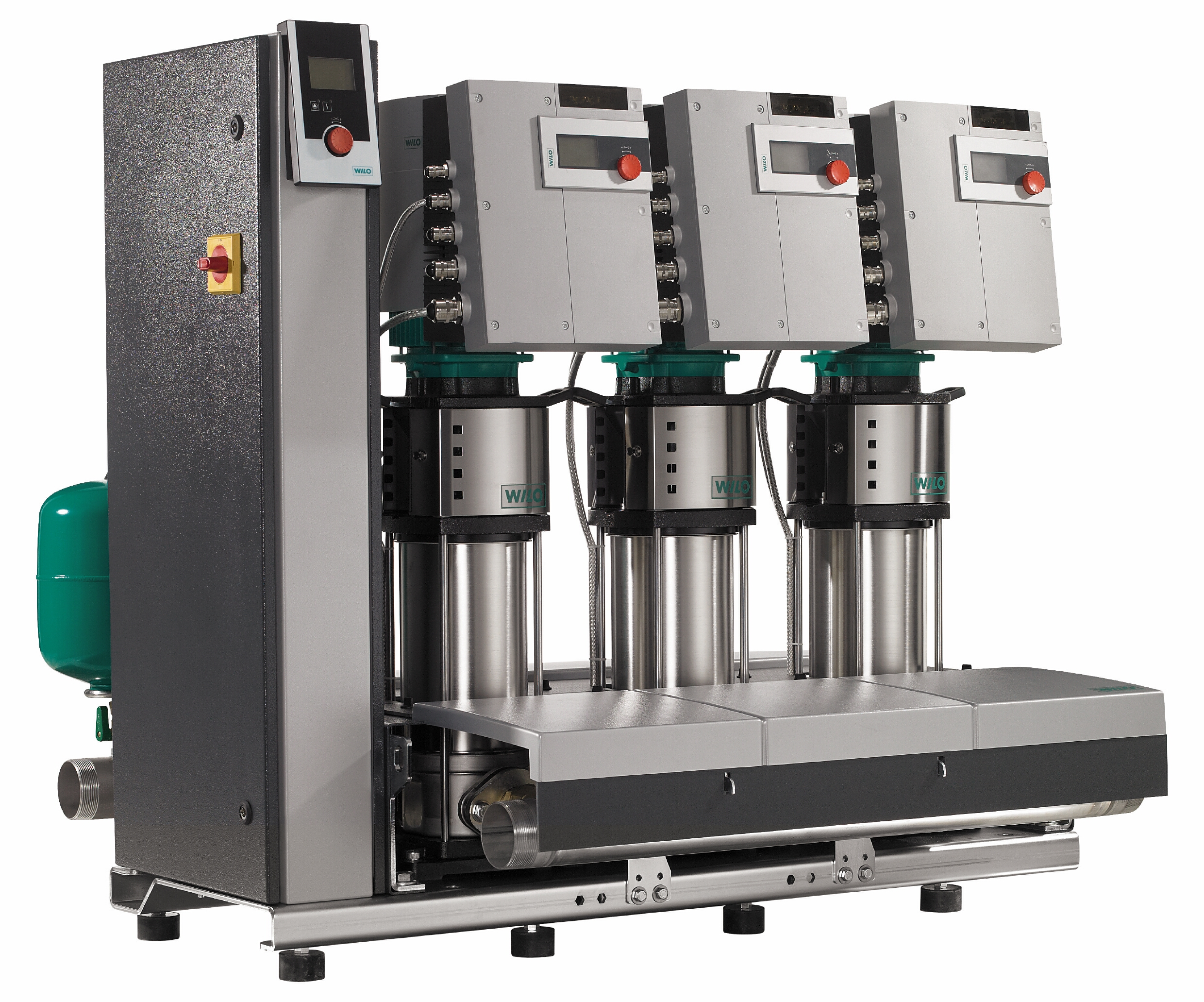
Przykład układu pompowego jednorzędowego

W większych pompowniach tzw. stacjach pomp (hydrofornia, stacja hydroforowa) stosuje się układy pomp:
- układ jednorzędowy – często stosowany, kompaktowy, stosowany w wąskich pomieszczeniach.
- układ szeregowy – jest mniejszy od układu jednorzędowego.
- układ dwurzędowy, naprzemianległe i skośne – jeśli liczba zespołów jest większa.

Ponadto stacje hydroforowe zaopatrzone są zwykle w dodatkowe pompy tzw. rezerwowe. Optymalny układ to zestaw 2 pompy pracujące + 1 rezerwowa albo 3 pompy pracujące + 1 rezerwowa.